# 30e Ryūō (shogi) 2016-2017
«Édition précédente (29)
30e Ryūō
Édition suivante (31)»
Le 30e Ryūō 第30期竜王戦 () est une compétition majeure du shogi professionnel japonais comptant pour la saison 2016-2017.

## Ryūōsen Nanaban shobu
Le Championnat Ryūō oppose dans un match en sept parties le Roi Dragon Akira Watanabe au vainqueur du tournoi des candidats : Yoshiharu Habu.
La victoire de Yoshiharu Habu lui a permis de remporter sa septième couronne éternelle (eisei) et son 99e titre majeur.
Le temps de réflexion était de huit heures par joueur puis une minute par coup.
| Partie                                  | Date       | Sente          | Sente         | Né en         | Gote           | Gote          | Né en         | Watanabe      | Habu          | Lieu          | Roi Dragon                   |
| --------------------------------------- | ---------- | -------------- | ------------- | ------------- | -------------- | ------------- | ------------- | ------------- | ------------- | ------------- | ---------------------------- |
| 1                                       | 20/10/2017 | Yoshiharu Habu | 羽生善治      | 1970          | Akira Watanabe | 渡辺明        | 1984          | 0             | 1             | Tokyo-Shibuya | Yoshiharu Habu 羽生善治 1970 |
| 2                                       | 28/10/2017 | Akira Watanabe | 渡辺明        | 1984          | Yoshiharu Habu | 羽生善治      | 1970          | 0             | 2             | Ōfunato       | Yoshiharu Habu 羽生善治 1970 |
| 3                                       | 04/11/2017 | Yoshiharu Habu | 羽生善治      | 1970          | Akira Watanabe | 渡辺明        | 1984          | 1             | 2             | Maebashi      | Yoshiharu Habu 羽生善治 1970 |
| 4                                       | 23/11/2017 | Akira Watanabe | 渡辺明        | 1984          | Yoshiharu Habu | 羽生善治      | 1970          | 1             | 3             | Sanjō         | Yoshiharu Habu 羽生善治 1970 |
| 5                                       | 04/12/2017 | Yoshiharu Habu | 羽生善治      | 1970          | Akira Watanabe | 渡辺明        | 1984          | 1             | 4             | Ibusuki       | Yoshiharu Habu 羽生善治 1970 |
| 6                                       | 11/12/2017 | Non disputées  | Non disputées | Non disputées | Non disputées  | Non disputées | Non disputées | Non disputées | Non disputées | Tendo         | Yoshiharu Habu 羽生善治 1970 |
| 7                                       | 20/12/2017 | Non disputées  | Non disputées | Non disputées | Non disputées  | Non disputées | Non disputées | Non disputées | Non disputées | Kōfu          | Yoshiharu Habu 羽生善治 1970 |
| Yoshiharu Habu bat Akira Watanabe 4 - 1 |            |                |               |               |                |               |               |               |               |               |                              |

## Kessho Tonamento (Tournoi des Candidats)
Ce tournoi a opposé 11 joueurs.
- 5 issus de la classe 1 A.Matsuo, Y.Habu, T.Maruyama, T.Kubo, C.Akutsu
- 2 issus de la classe 2 K.Fukaura, Y Sato
- 1 issu de la classe 3 Y.Murayama
- 1 issu de la classe 4 Y.Sasaki
- 1 issu de la classe 5 Y. Masuda
- 1 issu de la classe 6 S.Fujii

Les deux finalistes se sont affrontés dans un match en 3 parties.

### Finale des Candidats
La finale des candidats a opposé dans un match en trois parties Yoshiharu Habu et Ayumu Matsuo. 
La durée des parties est de 5 heures.
Yoshiharu Habu a remporté le match par deux victoires à une et est donc devenu le challenger du Roi Dragon Akira Watanabe.
| Partie | Date  | Sente          | Sente    | Né en | Gote           | Gote     | Né en | Habu | Matsuo | Lieu | Nanaban shobu                |
| ------ | ----- | -------------- | -------- | ----- | -------------- | -------- | ----- | ---- | ------ | ---- | ---------------------------- |
| 1      | 14/08 | Yoshiharu Habu | 羽生善治 | 1970  | Ayumu Matsuo   | 松尾 歩  | 1980  | 1    | 0      |      | Yoshiharu Habu 羽生善治 1970 |
| 2      | 25/08 | Ayumu Matsuo   | 松尾 歩  | 1980  | Yoshiharu Habu | 羽生善治 | 1970  | 1    | 1      |      | Yoshiharu Habu 羽生善治 1970 |
| 3      | 08/09 | Ayumu Matsuo   | 松尾 歩  | 1980  | Yoshiharu Habu | 羽生善治 | 1970  | 2    | 1      |      | Yoshiharu Habu 羽生善治 1970 |

### Tableau principal
| Qualité      | Nom                             | 1er Tour                                 | 2e Tour                                        | 3e Tour                                           | Quart de finale                               | Demi finale                              | Finale                       |
| ------------ | ------------------------------- | ---------------------------------------- | ---------------------------------------------- | ------------------------------------------------- | --------------------------------------------- | ---------------------------------------- | ---------------------------- |
| 1er Classe 1 | Ayumu Matsuo 松尾歩 1980        | Ayumu Matsuo 松尾歩 1980                 | Ayumu Matsuo 松尾歩 1980                       | Ayumu Matsuo 松尾歩 1980                          | Ayumu Matsuo 松尾歩 1980                      | Ayumu Matsuo Kubo-Matsuo 0-1 27/07/2017  | Ayumu Matsuo 松尾歩 1980     |
| 4e Classe 1  | Toshiaki Kubo 久保利明 1975     | Toshiaki Kubo 久保利明 1975              | Toshiaki Kubo 久保利明 1975                    | Toshiaki Kubo 久保利明 1975                       | Toshiaki Kubo Y.Sasaki-Kubo 0-1 16/07/2017    | Ayumu Matsuo Kubo-Matsuo 0-1 27/07/2017  | Ayumu Matsuo 松尾歩 1980     |
| 5e Classe 1  | Chikara Akutsu 阿久津主税 1982  | Chikara Akutsu 阿久津主税 1982           | Chikara Akutsu 阿久津主税 1982                 | Yūki Sasaki Y.Sasaki-Akutsu 1-0 10/07/2018        | Toshiaki Kubo Y.Sasaki-Kubo 0-1 16/07/2017    | Ayumu Matsuo Kubo-Matsuo 0-1 27/07/2017  | Ayumu Matsuo 松尾歩 1980     |
| 1er Classe 4 | Yuki Sasaki 佐々木勇気 1992     | Yuki Sasaki 佐々木勇気 1992              | Yuki Sasaki Y.Sasaki vs S.Fujii 1-0 02/07/2018 | Yūki Sasaki Y.Sasaki-Akutsu 1-0 10/07/2018        | Toshiaki Kubo Y.Sasaki-Kubo 0-1 16/07/2017    | Ayumu Matsuo Kubo-Matsuo 0-1 27/07/2017  | Ayumu Matsuo 松尾歩 1980     |
| 1er Classe 5 | Yasuhiro Masuda 増田康宏 1997   | Sota Fujii S.Fujii-Masuda 1-0 26/06/2018 | Yuki Sasaki Y.Sasaki vs S.Fujii 1-0 02/07/2018 | Yūki Sasaki Y.Sasaki-Akutsu 1-0 10/07/2018        | Toshiaki Kubo Y.Sasaki-Kubo 0-1 16/07/2017    | Ayumu Matsuo Kubo-Matsuo 0-1 27/07/2017  | Ayumu Matsuo 松尾歩 1980     |
| 1er Classe 6 | Sota Fujii 藤井聡太 2002        | Sota Fujii S.Fujii-Masuda 1-0 26/06/2018 | Yuki Sasaki Y.Sasaki vs S.Fujii 1-0 02/07/2018 | Yūki Sasaki Y.Sasaki-Akutsu 1-0 10/07/2018        | Toshiaki Kubo Y.Sasaki-Kubo 0-1 16/07/2017    | Ayumu Matsuo Kubo-Matsuo 0-1 27/07/2017  | Ayumu Matsuo 松尾歩 1980     |
| 3e Classe 1  | Tadehisa Maruyama 丸山忠久 1970 | Tadehisa Maruyama 丸山忠久 1970          | Tadehisa Maruyama 丸山忠久 1970                | Tadehisa Maruyama 丸山忠久 1970                   | Akira Inaba Maruyama - Inaba 0-1 14/07/2017   | Yoshiharu Habu Habu-Inaba 1-0 31/07/2017 | Yoshiharu Habu 羽生善治 1970 |
| 1er Classe 2 | Akira Inaba 稲葉陽 1988         | Akira Inaba 稲葉陽 1988                  | Akira Inaba 稲葉陽 1988                        | Akira Inaba 稲葉陽 1988                           | Akira Inaba Maruyama - Inaba 0-1 14/07/2017   | Yoshiharu Habu Habu-Inaba 1-0 31/07/2017 | Yoshiharu Habu 羽生善治 1970 |
| 2e Classe 2  | Yoshimitsu Sato 佐藤康光 1969   | Yoshimitsu Sato 佐藤康光 1969            | Yoshimitsu Sato 佐藤康光 1969                  | Yasuaki Murayama Y.Sato-Y.Murayama 0-1 04/07/2018 | Yoshiharu Habu Habu-Y.Murayama 1-0 14/07/2017 | Yoshiharu Habu Habu-Inaba 1-0 31/07/2017 | Yoshiharu Habu 羽生善治 1970 |
| 1er Classe 3 | Yasuaki Murayama 村山慈明 1984  | Yasuaki Murayama 村山慈明 1984           | Yasuaki Murayama 村山慈明 1984                 | Yasuaki Murayama Y.Sato-Y.Murayama 0-1 04/07/2018 | Yoshiharu Habu Habu-Y.Murayama 1-0 14/07/2017 | Yoshiharu Habu Habu-Inaba 1-0 31/07/2017 | Yoshiharu Habu 羽生善治 1970 |
| 2e Classe 1  | Yoshiharu Habu 羽生善治 1970    | Yoshiharu Habu 羽生善治 1970             | Yoshiharu Habu 羽生善治 1970                   | Yoshiharu Habu 羽生善治 1970                      | Yoshiharu Habu Habu-Y.Murayama 1-0 14/07/2017 | Yoshiharu Habu Habu-Inaba 1-0 31/07/2017 | Yoshiharu Habu 羽生善治 1970 |

## Classe 1 Rankingu-sen 1-kumi
Ce tournoi a opposé 16 joueurs dans un tableau à élimination directe.

### Rankingusen
Les deux premiers sont qualifiés pour le Kessho tonamento.

Les deux éliminés des demi-finales disputent le 3-iketteisen.

Les 4 éliminés des quarts de finale dispute le 4-iketteisen.

Les 8 éliminés du premier tour dispute le 5-iketteisen.
| Tadehisa Maruyama | 丸山忠久 | 1970 |  |  |  |  |
| Amahiko Sato      | 佐藤天彦 | 1988 |  |  |  |  |
|                   |          |      |  |  |  |  |
|                   |          |      |  |  |  |  |
|                   |          |      |  |  |  |  |
|                   |          |      |  |  |  |  |
|                   |          |      |  |  |  |  |
|                   |          |      |  |  |  |  |
|                   |          |      |  |  |  |  |
|                   |          |      |  |  |  |  |
|                   |          |      |  |  |  |  |
|                   |          |      |  |  |  |  |
|                   |          |      |  |  |  |  |
|                   |          |      |  |  |  |  |
|                   |          |      |  |  |  |  |
|                   |          |      |  |  |  |  |

### 3-Iketteisen
Le vainqueur est qualifié pour le Kessho tonamento.
|  |  |
|  |  |

### 4-Iketteisen
Le vainqueur est qualifié pour le Kessho tonamento.
|  |  |  |
|  |  |  |
|  |  |  |
|  |  |  |

### 5-Iketteisen
Le vainqueur est qualifié pour le Kessho tonamento.

Les quatre derniers sont relégués en classe 2.
|  |  |  |  |
|  |  |  |  |
|  |  |  |  |
|  |  |  |  |
|  |  |  |  |
|  |  |  |  |
|  |  |  |  |
|  |  |  |  |

## Liste des parties
1. ↑  (ja) « Yoshiharu Habu vs. Akira Watanabe "Aigakari" 30° Ryuo Nanaban Shobu, partie 1 », 将棋DB2,‎ 20 octobre 2017 (lire en ligne, consulté le 14 janvier 2019)
2. ↑  (ja) « Akira Watanabe vs Yoshiharu Habu "Yagura" 30° Ryuo, Nanaban Shobu, Partie 2 », sur 将棋DB2,‎ 28 octobre 2017 (consulté le 14 janvier 2019)
3. ↑  (ja) « Yoshiharu Habu vs. Akira Watanabe "Gokigen Nakabisha" 30° Ryuo, Nanaban shobu, Partie 3 », sur 将棋DB2,‎ 4 novembre 2017 (consulté le 15 janvier 2019)
4. ↑  (ja) « Akira Watanabe vs Yohiharu Habu "Yagura" 30° Ryuo, Nanaban shobu, Partie 4 », sur 将棋DB2,‎ 23 novembre 2017 (consulté le 15 janvier 2019)
5. ↑  (ja) « Yoshiharu Habu vs Akira Watanabe "Kakugawari Kashitake gin" 30° Ryuo, Nanaban shobu, Partie 5 », sur 将棋DB2 (consulté le 15 janvier 2019)
6. ↑  (ja) « Yoshiharu Habu vs Ayumu Matsuo "Yokofudori" 30°Ryuo, Kessho Tonamento, Finale 1/3 », sur 将棋DB2,‎ 14 août 2018 (consulté le 16 janvier 2019)
7. ↑  (ja) « Ayumu Matsuo vs Yoshiharu Habu "yokofudori" 30° Ryuo, Kessho Tonamento, Finale 2/3 », sur 将棋DB2,‎ 25 août 2018 (consulté le 16 janvier 2019)
8. ↑  (ja) « Ayumu Matsuo vs Yoshiharu Habu "Yokofudori" 30°Ryuo, Nanaban shobu, Finale 3/3 », sur 将棋DB2,‎ 8 septembre 2018 (consulté le 16 janvier 2019)
9. ↑  (ja) « Toshiaki Kubo vs Ayumu Matsuo 30°Ryuo, Kessho Tonamento, Demi-finale », sur 将棋DB2,‎ 27 juillet 2018 (consulté le 16 janvier 2019)
10. ↑  (ja) « Yuki Sasaki vs Toshiaki Kubo "Gokigen Nakabisha"  30°Ryuo, Kessho Tonamento, Quart de finale », sur 将棋DB2,‎ 16 juillet 2018 (consulté le 16 janvier 2019)
11. ↑  (ja) « Yuki Sasaki vs Chikara Akutsu "kakugawari" 30° Ryuo, Kessho Tonamento, 3°tour », sur 将棋DB2 (consulté le 17 janvier 2019)
12. ↑  (ja) « Yuki Sasaki vs S.Fujii "aigakari" 30°Ryuo, Kessho tonamento, 2°tour », sur 将棋DB2,‎ 2 juillet 2018 (consulté le 16 janvier 2019)
13. ↑  (ja) « S.Fujii vs Y.Masuda "ibisha" 30°Ryuo, Kessho Tonamento, 1°tour », sur 将棋DB2,‎ 26 juin 2017 (consulté le 17 janvier 2019)
14. ↑  (ja) « Maruyama vs Inaba "Aigakari" 30e Ryuo , Kessho Tonamento, Quart de finale », sur 将棋DB2 (consulté le 16 janvier 2019)
15. ↑  (ja) « Yoshiharu Habu vs Akira Inaba "yokofudori" 30°Ryuo, Kessho Tonamento, Demi finale », sur 将棋DB2,‎ 31 juillet 2018 (consulté le 16 janvier 2019)
16. ↑  (ja) « Y.Sato vs Y.Murayama, "Sodebisha" 30°Ryuo, Kessho Tonamento, 3°Tour », sur 将棋DB2 (consulté le 16 janvier 2019)
17. ↑  (ja) « Yoshiharu Habu vs Yasuaki Murayama "yokofudori" 30°Ryuo, Kessho Tonamento, Quart de finale », sur 将棋DB2,‎ 14 juillet 2018 (consulté le 16 janvier 2019)